# اشتفان ۶۸۱۴
سیارک ۶۸۱۴ (به انگلیسی: 6814 Steffl، نامگذاری:1979MC2) شش هزار و هشتصد و چهاردهمین سیارک کشف شده‌است که در ۲۵ ژوئن ۱۹۷۹ کشف شد.
قدر مطلق سیارک برابر ۳۲.۳ است.